# Instances anglo-normandes
 (juin 2008).
Si vous disposez d'ouvrages ou d'articles de référence ou si vous connaissez des sites web de qualité traitant du thème abordé ici, merci de compléter l'article en donnant les références utiles à sa vérifiabilité et en les liant à la section « Notes et références ».
Les instances anglo-normandes sont une représentation des instances officielles des îles anglo-normandes à Caen.

## Formation des juristes anglo-normands
La Coutume de Normandie a influencé le droit anglo-saxon. Le haro reste en vigueur à Sercq, Jersey et Guernesey.
De plus, les juristes des îles anglo-normandes doivent achever leur cycle d’études par une formation en droit normand à l'université de Caen et obtenir un « Certificat d’études juridiques françaises et normandes » afin de pouvoir s’inscrire au barreau de Guernesey ou de Jersey.

## Représentation jersiaise à Caen
Les îles anglo-normandes ne font pas partie du Royaume-Uni mais en dépendent pour leurs affaires extérieures (défense et représentation diplomatique). Néanmoins, le gouvernement de Jersey maintient une représentation permanente à Caen.